# Casa Forte
Casa Forte — студийный альбом американской певицы Хелен Меррилл, записанный при участии продюсера и аранжировщика Торри Зито. Выпущен был впервые в Японии в 1980 году на лейбле Trio Records.

## Отзывы критиков
| Оценки критиков                     | Оценки критиков |
| Источник                            | Оценка          |
| ----------------------------------- | --------------- |
| AllMusic                            | [ 1 ]           |
| The Encyclopedia of Popular Music   | [ 2 ]           |
| The Rolling Stone Jazz Record Guide | [ 3 ]           |

В рецензии AllMusic Кен Драйден написал: «Хелен Меррилл находится в отличной форме на протяжении всей сессии 1980 года благодаря продуманным аранжировкам пианиста Торри Зито. Меррилл, которая импровизирует как участница группы, всегда знает возможности каждой исполняемой ею песни и находит способ воплотить их по-своему. Значительная часть пластинки включает мелодии босановы, подчёркнутые её намеренной лирической обработкой „Wave“, в которой Зито является её единственным аккомпаниатором. Её шелковистый голос окутан струнами для сочных дублей „So Many Stars“ и „Like a Lover“, а Баки Пиццарелли идеально играет на гитаре. „Natural Sounds“ — это несправедливая безвестность, трогательная баллада, спетая Барбарой Стрейзанд в середине 60-х на концертном альбоме, хотя Меррилл обращается с ней гораздо изящнее. Есть также приятные исполнения таких стандартов, как „Too Marvelous for Words“ и „Close Enough for Love“. Рекомендуется».

## Список композиций
1. «Natural Sounds» (Лэн О’Кан) — 4:02
2. «Antonio’s Song» (Майкл Фрэнкс) — 4:50
3. «Vera Cruz» (Лэйн Хэл, Милтон Насименту) — 5:01
4. «Wave» (Антониу Карлос Жобин) — 2:36
5. «So Many Stars» (Алан Бергман, Мэрилин Бергман, Сержиу Мендес) — 3:25
6. «Like a Lover» (Алан Бергман, Мэрилин Бергман, Доривал Каимми, Нелсон Мотта) — 3:58
7. «Too Marvelous for Words» (Джонни Мерсер, Ричард Уайтинг) — 2:44
8. «How Insenstive» (Антониу Карлос Жобин, Норман Гимбел) — 3:30
9. «Casa Forte» (Эду Лобу) — 2:53
10. «Close Enough for Love» (Джонни Мэндел, Пол Уильямс) — 3:45

## Участники записи
- Аранжировка, дирижёр, продюсер — Торри Зито
- Арфа — Глория Агостини (1, 5, 6, 8)
- Барабаны, перкуссия — Дом Ум Ромао (3, 7, 8)
- Бас-гитара — Джордж Мраз (1, 2, 5, 6, 8, 10)
- Виола — Джуди Гист (1, 5, 6, 8), Ламар Олсоп (1, 5, 6, 8)
- Виолончель — Чарльз Маккракен (1, 2, 5, 6, 8, 10)
- Вокал, продюсер — Хелен Меррилл
- Валторна — Джим Баффингтон (3, 7, 8), Джон Кларк (3, 7, 8), Питер Гордон (3, 7, 8)
- Гитара — Баки Пиццарелли (1, 3, 5, 6, 7, 8,), Джо Бек (2, 10)
- Запись, сведение — Фрэнком Лайко
- Перкуссия — Рубенс Бассини (1, 5, 6, 8), Стив Крун (3, 7, 8)
- Скрипка — Барри Финклер (1, 5, 6, 8), Чарльз Либонве (1, 5, 6, 8), Дэвид Натье (1, 5, 6, 8), Джерри Тарак (1, 5, 6, 8), Ян Маллен (1, 5, 6, 8), Льюис Эли (1, 5, 6, 8), Марвин Моргенштерн (1, 5, 6, 8)
- Тенор-саксофон — Сэл Нистико (3, 7, 8)
- Тромбон — Урби Грин (3, 7, 8)
- Ударные — Грейди Тейт (1, 5, 6, 8), Ронни Зито (2, 10)
- Электрическая бас-гитара — Франсиско Сентено (3, 7, 8)